# Хуцция I
Хуцция I (Хуццияс) — царь Хеттского царства, правил приблизительно в 1530 — 1525 годах до н. э.

## Правление
Из «Указа Телепину» нам становится известно, что за смертью Аммуны последовала новая вспышка насилия. Цуру, начальник дворцовой стражи, организовал убийство Титтия и Хантили (о личностях которых нет дополнительных сведений) вместе с их сыновьями, после чего «царём стал» некий Хуцция. Здесь мы доходим до событий, непосредственно предшествовавших воцарению Телепину, автора «Указа Телепину». Они настолько хорошо были известны его аудитории, что описывать их в подробностях представлялось ему излишним. Телепину был женат на Истапарии, старшей сестре Хуцции. Когда стало известно, что Хуцция замышляет убийство сестры и зятя, реакция Телепину была мгновенной: он арестовал и отправил Хуццию вместе с его пятью братьями в изгнание. Свой рассказ о хеттской истории Телепину завершает формальным заявлением о том, что он «сел на трон своего отца».  

«И Хуцция воцарился. А Телепину имел женой Истапарию, сестру его, которая была выше других по достоинству. Хуцция убил бы их, но дело это стало явным, и Телепину изгнал их. Их было всего пятеро — Хуцция и его братья, и Телепину им дома построил. И сказал он так: „Пусть идут они себе, и да будут они жить, и пусть едят, и пусть пьют. Зла же им никакого не причиняет Телепину. И я так постоянно говорю: они мне сделали зло, я же им зла не делаю“».— «Указ Телепину»
Восстановить истинный фон всех этих событий непросто. Следуя принципу cui bono (кому выгодно), мы можем предположить, что Цуру действовал по наущению Хуцции. Текст «Указа Телепину» создаёт впечатление, что когда Титтия и Хантили были устранены, Хуцция взошёл на престол по праву следующего в роду. В таком случае он должен быть сыном Аммуны и младшим братом Титтия и Хантили. Его планы в отношении сестры и зятя, несомненно, объясняются желанием избавиться от всех оставшихся соперников. Но в таком случае оказывается неверным утверждение, что Телепину «взошёл на трон своего отца». Была высказана догадка, что данная фраза содержит лишь неточную отсылку к тестю Телепину Аммуне или же выражение «трон своего отца» надо понимать как «трон, принадлежащий царскому дому». Однако ни одно из этих объяснений не является полностью удовлетворительным. Они, в частности, предполагают, что пять братьев Хуцции, вошедшие с ним в сговор, не рассматривались им как потенциальные соперники. Это наводит на мысль, что вражда шла между различными семьями, отличающимися внутренней сплочённостью. В таком случае Телепину, весьма возможно, говорил чистую правду: он был сыном предыдущего царя Аммуны и младшим братом Титтия и Хантили. Хуцция, его шурин, оказывается тогда узурпатором, захватившим престол силой с помощью начальника дворцовой стражи и при поддержке своих братьев. Его пребывание у власти продлилось, очевидно, очень недолго. 
В своём «Указе» Телепину утверждает, что он не казнил Хуццию, а лишь сослал его вместе с пятью его братьями. Впоследствии они всё равно были убиты всё теми же Танувой, Тахурваили и Тарухсой, которые были виновны в убийстве сыновей Аммуны, но Телепину заявил о своей полной непричастности к этому делу.
| Древнее царство        |                                      |                    |
| Предшественник: Аммуна | царь хеттов ок. 1530 — 1525 до н. э. | Преемник: Телепину |

До вступления на хеттский престол Хуцция был царём («малый царь») города Хакмеса.